# Martin Bott
Martin Harold Phillips Bott FRS  (12 juillet 1926 - 20 octobre 2018) est un géologue britannique et professeur au Département des sciences de la Terre de l'Université de Durham, en Angleterre .

## Éducation
Bott fait ses études à la Clayesmore School dans le Dorset et au Magdalene College de Cambridge, où il obtient une maîtrise ès arts et un doctorat.

## Carrière
Bott travaille tout au long de sa carrière universitaire à l'Université de Durham. En 1954, il commence comme Turner &amp; Newall Research Fellow. En 1956, il est nommé maître de conférences en géophysique, est promu lecteur en géophysique en 1963 et en 1966 nommé professeur de géophysique . Il occupe cette place jusqu'à sa retraite en 1988, interrompue seulement en 1970 par une année à l'étranger à l'Observatoire géologique Lamont-Doherty de L'Université Columbia.

## Recherches
Bott s'occupe d'abord de l'interprétation des anomalies magnétiques et gravimétriques en Angleterre, notamment dans le Devon et les Cornouailles  et dans les Alpes orientales . À la fin des années 1950, il commence des études sur le mécanisme des perturbations géologiques  et publie des travaux sur divers problèmes liés à la structure de la croûte .
Dans les années 1960, Bott publie des articles sur l'utilisation de méthodes de calcul numérique pour résoudre des problèmes géophysiques  et des travaux supplémentaires sur la structure de la croûte, des études géophysiques régionales en Angleterre et en Irlande. Au début des années 1970, il publie son manuel The Interior of the Earth, dans lequel il résume les connaissances actuelles sur la structure de la terre . En plus des travaux théoriques sur l'interprétation des anomalies magnétiques et gravimétriques apparues au cours des années suivantes, il publie d'autres articles géophysiques sur des régions telles que les îles Féroé , le sud du Groenland  et les Petites Antilles . Même après sa retraite, il poursuit ses recherches et publie de nombreux articles et livres scientifiques.
Bott est élu membre de la Royal Society (FRS) en 1976  et reçoit en 1992 la médaille Wollaston de la Société géologique de Londres.
Bott est vice-président de Christians in Science. Il est décédé le 20 octobre 2018 à l'âge de 92 ans .